# Нова Тювінка
Нова Тю́вінка (рос. Новая Тювинка) — присілок у складі Молчановського району Томської області, Росія. Входить до складу Тунгусовського сільського поселення.

## Населення
Населення — 42 особи (2010; 41 у 2002).
Національний склад (станом на 2002 рік):
- росіяни — 98 %